# Макаровка (Новосибірська область)
Макаровка (рос. Макаровка) — присілок у Киштовському районі Новосибірської області Російської Федерації.
Входить до складу муніципального утворення Верх-Тарцька сільрада. Населення становить 62 особи (2010).

## Історія
Згідно із законом від 2 червня 2004 року органом місцевого самоврядування є Верх-Тарцька сільрада.

## Населення
| 2002 | 2007 | 2010 |
| ---- | ---- | ---- |
| 106  | ↘82  | ↘62  |